# Selenidera maculirostris
O araçari-poca (nome científico: Selenidera maculirostris), também conhecido como araçari-de-bico-pintalgado, araçari-tirador-de-leite ou saripoca-de-bico-riscado, é uma espécie de ave piciforme pertencente à família Ramphastidae. Pode ser encontrada em altitudes até 1000 metros, desde o Brasil à Argentina.

## Caracterização
É uma ave de pequeno porte, medindo 33 cm de comprimento e pesando aproximadamente 170 gramas. Apresenta acentuado dimorfismo sexual. O macho possui cabeça, garganta e peito pretos, os quais são marrons na fêmea. O bico apresenta manchas bastante visíveis.
Vive na copa de florestas úmidas, em seu interior e nas bordas, basicamente na Mata Atlântica. Demonstra prefêrencia pelos estratos baixos e médios da vegetação. Registrado até 1000 metros de altitude.
Nativo da América do Sul, ocorre desde a Bahia, passando por Minas Gerais e descendo até o Rio Grande do Sul, região nordeste da Argentina, principalmente em Misiones, e leste do Paraguai.
É uma ave que vocaliza ao alvorecer ou de madrugada. Costuma-se dizer que quando os araçaris estão batendo o bico e promovendo algazarra é sinal de que o tempo vai virar. Como os demais araçaris, vários indivíduos costumam dormir juntos em um mesmo buraco de árvore. Pode passar despercebido ao contrário dos outros araçaris. Costuma beber e tomar banho nas bromélias no alto das árvores que ficam cheias de água da chuva.
Alimenta-se de frutos (como os das figueiras, palmitos, goiabas, embaúba e coquinhos de palmeiras), brotos e insetos. Eventualmente come filhotes de outras aves.
Costuma fazer seu ninho sempre no oco das árvores ou de um toco, onde a fêmea deposita de 2 a 4 ovos. O período de incubação dura mais ou menos 16 dias e é realizado tanto pela fêmea quanto pelo macho.
Sua vocalização é sequência de coaxos baixos, profundos e guturais, que poderiam ser confundidos com o canto de um sapo grande.
Existem duas subespécies dessa ave:
- Selenidera maculirostris hellmayri: Encontrado no nordeste do Brasil.
- Selenidera maculirostris maculirostris: Encontrado no sul do Brasil, nordeste da Argentina e leste do Paraguai.